# Dingleya
Dingleya es un género de hongos tipo trufas de la familia Tuberaceae. El género contiene siete especies nativas de  Australia. Fue circunscrito por James M. Trappe en 1979, el nombre del género hace referencia al micólogo neozelandés Joan Dingley.